# Luca Belfiore
Luca Belfiore (Roma, 18 gennaio 1973) è un ex nuotatore italiano.

## Carriera
Specializzato nel nuoto a farfalla, dotato di una notevolissima velocità di base e una nuotata esteticamente e tecnicamente esemplare, ha debuttato ad alto livello internazionale già giovanissimo a 16 anni, vincendo la medaglia di bronzo ai Campionati europei giovanili di nuoto 1989 di Leeds nella 4 x 100 mista e l’anno seguente esplode a grandi livelli vincendo la medaglia d'argento nei 100 farfalla con il tempo di 56,05 ai Campionati europei giovanili del 1990 di Dunkerque (in batteria con il tempo di 56,09 aveva già migliorato per la prima volta il record italiano della categoria juniores), perdendo la medaglia d'oro per un solo centesimo e migliorando nuovamente il record italiano di categoria.
Successivamente, nello stesso anno, ha continuato a migliorare più volte il record italiano della categoria juniores detenuto in precedenza da Fabrizio Rampazzo portandolo da 56"20 fino al 55"08 dei campionati di categoria di Roma, dove ha poi stabilito anche il record italiano della categoria cadetti (detenuto in precedenza sempre da Rampazzo) e arrivando durante i Campionati Italiani di categoria di Roma del 17 agosto 1990 a 22 centesimi dal record italiano assoluto, allora detenuto da Leonardo Michelotti e stabilito nello stesso anno ai Campionati Italiani assoluti estivi di Milano con il tempo di 54"86 (nella stessa gara Belfiore arrivò terzo con un altro miglioramento del record con il tempo di 55,91 in batteria e 55,67 in finale).
Nell'anno successivo il 1991 prima sfiora anche il record italiano assoluto (arrivando a 16 centesimi) in vasca corta ai campionati invernali di categoria a Desenzano con il tempo di 54"53 contro il 54"37 di Giorgio Lamberti fatto registrare il 13 gennaio 1990 a Roma al circolo Canottieri Aniene, poi vince il suo primo titolo italiano assoluto sempre nei 100 farfalla ai Campionati italiani primaverili di Firenze in 55"42 davanti a Marco Braida staccandolo di quasi un secondo. Alla tappa della Fina World Cup di Milano, dopo qualche giorno, avvicina ulteriormente il record di Lamberti, sempre della vasca da 25 metri, fermando i cronometri a 54"45, quindi a soli 8 centesimi.
In seguito per dieci anni ha fatto parte della nazionale italiana, partecipando a tre edizioni dei Campionati europei sprint in vasca corta, ai Campionati europei di nuoto in vasca corta di Rostock nel 1996 arrivando 5º in finale con 24"53, e di Lisbona nel 1999 ed ai Campionati europei di nuoto 1999 in vasca lunga di Istanbul, classificandosi al 9º posto a soli 3 centesimi dalla finale assoluta e ai Campionati europei di nuoto 2000 in vasca lunga di Helsinki.
Ha vinto a livello internazionale due medaglie in staffetta nella 4 × 50 mista, un bronzo agli europei sprint del 1991 a Gelsenkirchen con la compagine Giuseppe Tiano, Gianni Minervini Luca Belfiore e Renè Gusperti e un argento agli europei in vasca corta del 1996 a Rostock con la formazione Emanuele Merisi, Domenico Fioravanti, Luca Belfiore e Renè Gusperti.
Ha inoltre vinto medaglie nelle edizioni della Fina World Cup, un bronzo alla tappa di Milano del 1991 nei 100 farfalla, un argento alla tappa di Milano 1992, un bronzo nella tappa di Desenzano nel 1994 e un bronzo nell'edizione di Imperia del 1997 sempre nei 50 farfalla, proprio in questa tappa riconquista il record italiano della specialità in vasca corta in 24,27 migliorando il 24,30 con cui Luis Alberto Laera aveva precedentemente migliorato il suo stesso record.
Nel 1997 vince il suo secondo titolo nei 100 farfalla a distanza di 6 anni dal precedente ai Campionati italiani primaverili di nuoto 1997 di Livorno con il tempo di 55"29.
È stato il primo detentore del record italiano dei 50 farfalla in vasca corta (da 25 metri), ottenuto a Gelsenkirchen nel 1991 con il tempo di 24"57, record poi perso e riconquistato nel 1997 nella tappa della Fina World Cup di Imperia con 24"27 e mantenuto sino al 2003, fin dopo il suo ritiro avvenuto nel 2000.
È stato inoltre il primo nuotatore italiano nei 50 farfalla a scendere sotto i 25" in gara individuale, sia in vasca da 25 metri che in vasca lunga.
È stato, sempre nei 50 farfalla, il primo vincitore del titolo italiano sia in vasca corta che in vasca lunga alla nascita della specialità avvenuta la prima volta in vasca corta ai Campionati invernali del 1998 e ha proseguito vincendo poi 1999 a Desenzano che in vasca lunga ai Campionati italiani primaverili di nuoto 1999 di Genova e a quelli di Torino nel 2000 e ai Campionati italiani estivi di nuoto 1999 di Asti e di Monfalcone nel 2000, rimanendo praticamente imbattuto a livello nazionale nella distanza.
In vasca lunga (da 50 metri), sempre nella specialità dei 50 farfalla, nel 1999 ha vinto l’importante gara internazionale “Trofeo Sette Colli di Roma” ottenendo la allora migliore prestazione italiana con il tempo di 24"73, non riuscendo però ad ottenere il record Italiano ufficiale assoluto della distanza fissato dalla Federazione Nazionale a 24"60 alla nascita della specialità (tempo ottenuto peraltro dall'atleta in 24"6 durante una gara sempre a Roma nel 2000, ma non omologato perché ottenuto con cronometraggio manuale).
Si è ritirato dopo aver conquistato il suo sesto titolo consecutivo nei 50 m farfalla ai Campionati italiani estivi di nuoto 2000 di Monfalcone.

## Palmarès
nota: questa lista è incompleta
| Campionati europei          | 50 m farfalla          | ---                              |
| 1999 Istanbul Turchia       | 9º in semifinale 24"82 | ---                              |
| 2000 Helsinki Finlandia     | 7º in semifinale 25"02 | ---                              |
| Europei in vasca corta      | 50 m farfalla          | 4 × 50 m mista                   |
| 1996 Rostock Germania       | 5º 24"53               | Argento: 1'38"50 frazione: 23"60 |
| Europei Sprint              | 50 m farfalla          | 4 × 50 m mista                   |
| 1991 Gelsenkirchen Germania | 7º in semifinale 24"71 | Bronzo: 1'39"84 frazione: 24"08  |
| 1992 Espoo Finlandia        | 8º 24"81               | ---                              |
| 1993 Gateshead Regno Unito  | 7º in semifinale 25"23 | 4º - 1'40"38 frazione: 24"17     |
| Europei giovanili           | 100 m farfalla         | 4 × 100 m mista                  |
| 1989 Leeds Regno Unito      | ---                    | Bronzo : 3'55"04                 |
| 1990 Dunkerque Francia      | Argento 56"05          | ---                              |

### Campionati italiani
8 titoli individuali e 5 in staffette, così ripartiti:
- 6 nei 50 m farfalla
- 2 nei 100 m farfalla
- 2 nella 4 x 100 m sl
- 3 nella 4 x 100 m mista

| Anno | Edizione    | st.libero 4x100 m | st.libero 4x200 m | farfalla 50 m | farfalla 100 m | mista 4x100 m |
| ---- | ----------- | ----------------- | ----------------- | ------------- | -------------- | ------------- |
| 1990 | Primaverili | -                 | -                 | np            | -              | 3             |
| 1990 | Estivi      | -                 | -                 | np            | 3              | 1             |
| 1991 | Primaverili | 3                 | -                 | np            | 1              | sq (1º)       |
| 1991 | Estivi      | -                 | 3                 | np            | 3              | 1             |
| 1992 | Primaverili | -                 | -                 | np            | -              | 2             |
| 1993 | Estivi      | 3                 | -                 | np            | -              | -             |
| 1995 | Estivi      | 1                 | -                 | np            | -              | -             |
| 1996 | Estivi      | 1                 | -                 | np            | -              | -             |
| 1997 | Primaverili | 2                 | -                 | np            | 1              | 1             |
| 1997 | Estivi      | 3                 | -                 | np            | -              | 2             |
| 1998 | Invernali   | nd                | -                 | 1             | -              | nd            |
| 1999 | Primaverili | nd                | -                 | 1             | -              | nd            |
| 1999 | Estivi      | nd                | -                 | 1             | -              | nd            |
| 1999 | Invernali   | nd                | -                 | 1             | -              | nd            |
| 2000 | Primaverili | nd                | -                 | 1             | -              | nd            |
| 2000 | Estivi      | nd                | -                 | 1             | -              | nd            |

- sq= squalificata
- nd= non disputati
- np= gara non presente nel calendario